# Antilhas Neerlandesas nos Jogos Olímpicos
As Antilhas Holandesas participaram pela primeira vez dos Jogos Olímpicos em 1952, e mandou atletas para competirem na maioria dos Jogos Olímpicos de Verão desde então. A nação apoiou o boicote da Holanda aos Jogos de 1956 e também participou do boicote aos Jogos Olímpicos de Verão de 1980. As Antilhas Holandesas participaram em duas edições dos Jogos Olímpicos de Inverno.
Até 2008, Jan Boersma foi o único atleta do país a ganhar uma medalha olímpica, uma prata na Vela, embora eles pudessem ter somado outra prata à sua coleção, após a final dos 200m, em que Churandy Martina terminou em segundo, atrás Usain Bolt e seu desempenho de recorde mundial. Martina só teve sua medalha negada após um protesto liderado pelos norte-americanos, que argumentavam que ele correu fora de sua raia durante a corrida, o que ocasionou a eliminação. Embora um recurso tenha sido feito contra a eliminação de Martina em 6 de março de 2009 ele foi rejeitado pelo Tribunal Arbitral do Esporte.
O Comitê Olímpico Nacional das Antilhas Holandesas foi criado em 1931 e foi reconhecido pelo COI em 1950.

## Lista de Medalhistas
| Medalha          | Nome        | Jogos     | Esporte | Evento                   |
| ---------------- | ----------- | --------- | ------- | ------------------------ |
| Medalha de prata | Jan Boersma | 1988 Seul | Vela    | Classe Lechner masculino |